# ブルガリア帝国
ブルガリア帝国（ブルガリアていこく）は、現在のブルガリアを中心にバルカン半島の東部を支配したブルガリア人の帝国である。
原住地の中央アジア西部を経てアゾフ海沿岸付近の広大な草原地帯から移住してきたテュルク系遊牧民のブルガール人によって建設された第一次ブルガリア帝国（681年 - 1018年）のもとでキリスト教を受け入れ、支配者のブルガール人と現地の南スラヴ人とが一体化してブルガリア人を形成、第二次ブルガリア帝国（1185年 - 1396年）のもとではイヴァン・アセン2世の時代に最大版図を実現したが、14世紀にオスマン帝国の度重なる侵略を受け、同世紀の終わりまでに併合し尽くされて消滅した。
19世紀にオスマン帝国から独立して成立したブルガリア王国も1908年から1946年までの君主制時代にツァーリを君主の正式な称号とし、ブルガリア帝国と呼ばれることもある。

## 第一次ブルガリア帝国

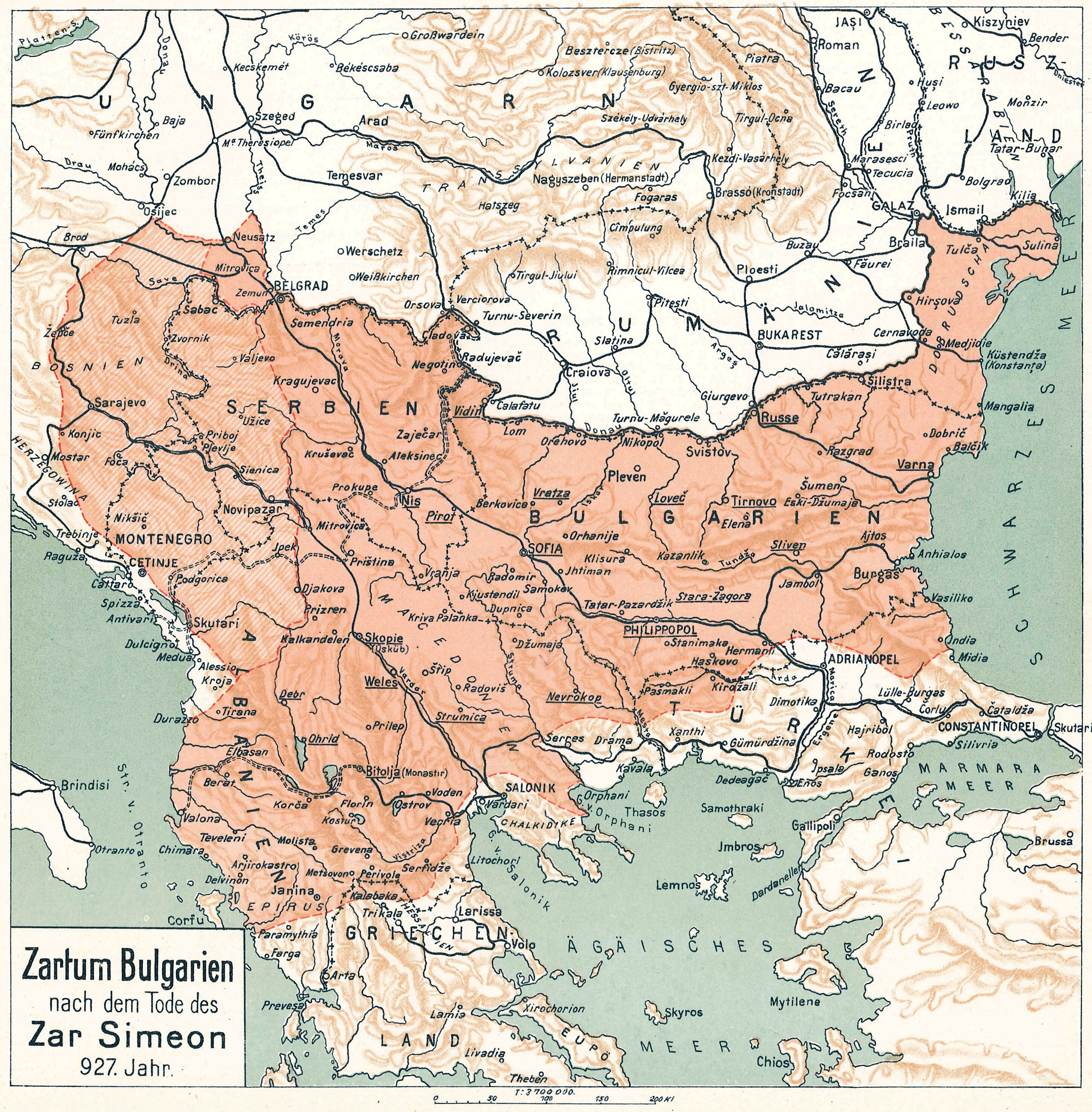
第一次ブルガリア帝国

5世紀から7世紀にかけて、スラヴ人とブルガール人によってモエシアは再び侵略された。499年、ブルガール人はドナウ川を渡河して（マリツァ川の支流とされる）Tzurta川の土手のトラキアに至り、15,000名の精強なローマ軍を破った。　
670年代、アスパルフ支配下のブルガール人はさらに南の東ローマ帝国（ビザンツ帝国）領、ドナウ・デルタ付近の小スキタイにあるオンガルと呼ばれる地域に定住し、在地のスラヴ民族と同盟を結んだ。彼らの多くは現代のウクライナとロシアの一部、黒海の北に位置する消滅した部族同盟大ブルガリアの生き残りであった。680年にはモエシアでアスパルフと東ローマ皇帝の間でオングロスの戦いがあった。
681年に結ばれた東ローマとの講和条約は、支配するブルガール人とその地域の大多数のスラヴ人との同盟として、ドナウ川下流の南北の地に第一次ブルガリア帝国の成立を示し、現存する最古のスラヴ人国家となった。少数派のブルガール人は結びつきの強い支配階層を形成した。第一次ブルガリア帝国は大抵、681年からサムイルの断固たる抗戦にもかかわらず東ローマに屈服させられた1018年まで続いたと説明される。
8世紀の初頭にはアスパルフの息子テルヴェルが君主であった。705年、東ローマ皇帝ユスティニアノス2世は彼に「カエサル」の名を与え、テルヴェルはこの称号を授与された最初の外国人となった。彼は717〜718年のコンスタンティノープル包囲戦の際、ウマイヤ朝の撃退において重要な役割を担った。9世紀初頭のクルムの治世下ではブルガリア領は倍増し、ドナウ川中流域からドニエプル川に、エディルネからタトラ山脈にまで拡大した。彼の有能で精力的な支配は帝国に法と秩序をもたらし、国家機構の基礎を発展させた。
9世紀から10世紀の初頭にかけ、ボリス1世とシメオン1世治世下のブルガリアはその文化と領土の最盛期に徐々に達し、864年のブルガリアのキリスト教化によりスラヴ・ヨーロッパの文化と文学の中枢に、そしてヨーロッパ最大級の国家に発展し、この時期はブルガリアの黄金時代と考えられている。主要な出来事は、893年に公式宣言されたプレスラフ文学学校でのキリル文字発明や、古代教会スラヴ語とも呼ばれる古ブルガリア語における典礼の確立を含んだ。
971年、都のプレスラフはキエフ大公国、そして東ローマ帝国により占領された。1018年には第一次ブルガリア帝国は滅亡し、東ローマの属州テマ・ブルガリアス（1018〜1185年）となった。

## 西ブルガリア帝国
976年には独立を回復したものの、マジャル（後のハンガリー王国）や東ローマ帝国にはしばしば敗れた。986年のトラヤヌスの門の戦いから東ローマ帝国の対ブルガリア30年戦争（968年-1018年）が激しくなり、1014年にはクレディオン峠の戦いでサムイル帝が戦死、1018年、ブルガリアは東ローマ皇帝バシレイオス2世によって完全に併合し尽くされ、西ブルガリア帝国は滅亡した。

## 第二次ブルガリア帝国

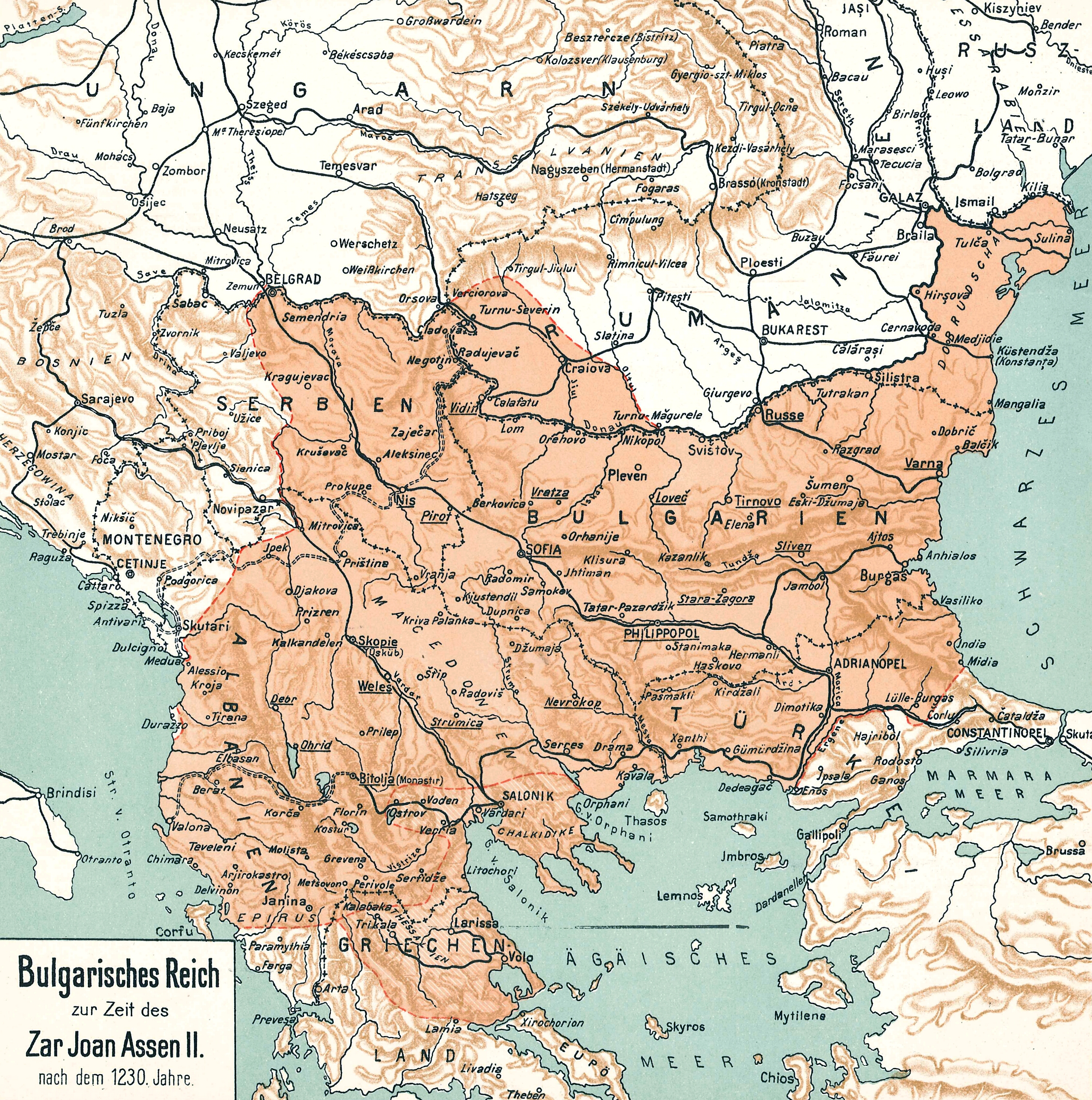
第二次ブルガリア帝国

1185年、タルノヴォ出身の2人の貴族アセンとペタルによる蜂起の後に、中世のブルガリア人国家は第二次ブルガリア帝国として修復された。これは14世紀後半（1422年とする傍流な見方もあるが、通常はその滅亡年を1396年とする）にオスマン帝国によるバルカン半島侵攻の際に制圧されるまで存在した。第二次ブルガリア帝国は1256年までバルカン半島における支配的勢力であり、幾つもの主要な戦闘において東ローマ帝国を打ち負かした。
1205年、カロヤン・アセンはアドリアノープルの戦い (1205年)にて、新たに建国されたラテン帝国の軍勢を撃破した。彼の甥イヴァン・アセン2世はエピロス専制侯国を破り、ブルガリアを再び地域大国にした。彼の治世下のブルガリアはアドリア海から黒海へと拡大し、その経済も繁栄を迎えた。13世紀前半のイヴァン・アセン2世の下、ブルガリアはかつての勢力の大半を徐々に回復したが、国内の問題と外国の侵攻のためにこれは長くは続かなかった。
ブルガリアの画家や建築家らは独自の特徴的なスタイルを創出した。14世紀に至るまでのブルガリア文化の第二黄金時代として知られる時期に、文学、芸術、建築が栄えた。「ニューコンスタンティノープル」と見なされた帝都タルノヴォは、ブルガリアの文化的中枢かつ正教会世界の中心地となった。
13世紀から14世紀には、ブルガリアはモンゴル帝国の継承国ジョチ・ウルスの従属国となった。1371年のイヴァン・アレクサンダル死後のブルガリアは3国に分割され、その後数十年にわたりオスマン帝国支配下に収まった。包囲戦後の1393年、タルノヴォはオスマンに占領され、1396年にはヴィディン王国も敗れた。オスマンの征服後、多くのブルガリア人聖職者や学者がセルビア、ワラキア、モルダヴィア、ルーシの諸公国に移り、その各地はブルガリアの文化や文献、ヘシカズム思想などを導入した。